# Willem van Kester
Willem van Kester MHM (* 1. Februar 1906 in Kwintsheul, Niederlande; † 7. April 1989) war ein niederländischer Ordensgeistlicher und römisch-katholischer Bischof von Basankusu.

## Leben
Willem van Kester trat der Ordensgemeinschaft der Missionsgesellschaft vom hl. Joseph von Mill Hill bei und empfing am 25. Mai 1929 das Sakrament der Priesterweihe. 
Am 19. Juni 1952 ernannte ihn Papst Pius XII. zum Titularbischof von Legia und zum Apostolischen Vikar von Basankusu. Der Bischof von Haarlem, Johannes Petrus Huibers, spendete ihm am 11. Oktober desselben Jahres die Bischofsweihe; Mitkonsekratoren waren der Bischof von ’s-Hertogenbosch, Willem Pieter Adriaan Maria Mutsaerts, und der emeritierte Apostolische Vikar vom Oberen Nil, John Reesinck MHM.
Willem van Kester wurde am 10. November 1959 infolge der Erhebung des Apostolischen Vikariats Basankusu zum Bistum erster Bischof von Basankusu. Er nahm an der ersten, zweiten und vierten Sitzungsperiode des Zweiten Vatikanischen Konzils teil. Am 18. November 1974 nahm Papst Paul VI. das von van Kester vorgebrachte Rücktrittsgesuch an.